# Banks (cantora)
Jillian Rose Banks (16 de junho de 1988, Orange County, Califórnia), conhecida artisticamente como Banks ou BANKS, é uma cantora e compositora americana. Tem contrato com a gravadora Harvest Records e com a Good Years Recordings. Dando continuidade ao lançamento de dois EPs, Fall Over e London, em 2013, Banks lançou seu álbum de estreia, Goddess, em 5 de setembro de 2014, recebendo críticas positivas de críticos de música contemporânea. O seu segundo álbum, The Altar, foi lançado em 30 de setembro de 2016 e recebeu uma recepção similar. O seu terceiro álbum, III, foi lançado dia 12 de julho de 2019.
Juntamente com The Weeknd, fez uma turnê internacional e foi nomeada ao Sound of 2014, prêmio da emissora BBC, além do MTV Brand New Nominee em 2014.

## Vida pessoal e carreira

### Precedentes
Mudou-se para Los Angeles quando estava com aproximadamente dois anos, quando vivia em Tarzana, uma vizinhança nobre de San Fernando Valley. Começou a escrever canções em torno dos 15 anos de idade. Tornou-se autodidata em piano ao receber um teclado de presente de um amigo para ajudá-la a passar pelo divórcio dos pais. Afirmou que "se sentia muito só e abandonada, eu não sabia como expressar o que eu estava sentindo ou como falar isso". Mais tarde, matriculou-se na Universidade do Sul da Califórnia para estudar Psicologia, onde escreveu uma tese sobre crianças de pais divorciados, acabando por obter o bacharel em Psicologia.

### 2013-14: avanço musical e Goddess
No seu tempo de estudo na Universidade de Califórnia do Sul, entrou em contato com o DJ Yung Skeeter, que a ofereceu apoio empresarial e a enviou à gravadora britânica Good Years Recordings. Depois de postar uma canção chamada "Before I Ever Met You" em uma página privada do SoundCloud em fevereiro de 2013, a canção passou a ser tocada pelo DJ Zane Lowe na rádio BBC Radio 1. Lançou o seu EP debut, Fall Over, em março de 2013 pela Good Years Recordings. Billboard classificou-a como "uma compositora magnética com canções para ficar obsessivo." Seu segundo EP, London, foi lançado em setembro de 2013 pela Harvest Records e pela Good Years Recordings, recebendo críticas positivas. Em uma entrevista após o lançamento do seu primeiro álbum, ela postou o número de telefone nas suas redes sociais para se aproximar dos fãs e para fornecer um contato mais íntimo entre eles. Sua canção "Waiting Game", do EP lançado em 2013, foi tocada no comercial da Victoria's Secret.
Mais tarde em 2013, recebeu nomeações para premiações da BBC e MTV. Em 2014, o Shazam a incluiu na sua lista de "2014 Acts to Watch" e também foi nomeada ao iTunes na categoria de "New Artists in 2014". Banks foi a artista da semana para a Vogue em agosto de 2013, onde escreveram que suas canções "capturam perfeitamente um sentimento de estar perdido e sem poder ao redor do mundo." Ainda em 2014, foi apontada por vários meios de comunicação como uma artista que deveria ser notada, incluindo Spin, chamando o EP London de "Album You Gotta Hear in 2014" (álbum que você deve ouvir em 2014, em tradução livre), sendo nomeada pelo Spotify como um Artist Under the Spotify Spotlight. Os elogios também foram oriundos do The Boston Globe, Fuse e pelo The Huffington Post.
Em 2013, abriu a turnê de outono do cantor canadense The Weeknd. A turnê foi em nível internacional, abrangendo datas desde os Estados Unidos até o Reino Unido. Ao terminar a turnê, anunciou que sua própria turnê começaria no Reino Unido em março de 2014. Em abril de 2014, foi convidada para participar do Coachella, Bonaroo e Open'er Festival em julho de 2014. Em janeiro de 2015, fez parte do lineup de artistas a se apresentarem no St. Jerome's Laneway Festival, fazendo turnê em Adelaide, Auckland, Detroit, Fremantle, Melbourne, Singapura e Sydney. Em 7 de agosto de 2014, fez sua estreia televisiva no Jimmy Kimmel Live!, performando "Beggin for Thread" e "Waiting Game".
Goddess, seu álbum de estreia, foi lançado em 5 de setembro de 2014, alcançando o top 20 de vários países, incluindo Reino Unido, Austrália, Alemanha, Nova Zelândia e Suécia. Nos Estados Unidos, o álbum estreou na 12ª posição na Billboard 200, vendendo 25 000 cópias em sua primeira semana de lançamento. Recebeu críticas positivas de especialistas da música, que elogiaram sua ambição sonora e a temática bruta do álbum. No Metacritic, detém a pontuação 74. O álbum recebeu ênfase pelo lançamento dos singles "Brain", "Goddess", "Drowning" e "Beggin for Thread". "Drowning" atingiu a 48ª posição na lista do Rock Digital Songs, enquanto "Beggin for Thread" alcançou a 11ª posição na Billboard's Alternative Songs, além das 80ª e 64ª posições na Austrália e Alemanha. A faixa "Waiting Game" foi destaque no filme Divergente, lançado em março de 2014. Juntamente com "Waiting Game", "You Should Know Where I'm Coming From" foi destaque no episódio de 9 de outubro de 2014 da série Grey's Anatomy, enquanto a faixa "Goddess" foi destaque no episódio de 12 de março de 2015. "You Should Know Where I'm Coming From" foi tocada no nono episódio de Red Band Society. O single "Beggin for Thread" foi tocado no décimo quinto episódio da segunda temporada de The Originals.

### 2015-presente: The Altar
Em 4 de novembro de 2015, Banks lançou o single "Better", acompanhado de um videoclipe. Pela segunda vez, Banks fez turnê com The Weeknd, abrindo a The Madness Fall Tour em torno da América do Norte de novembro a dezembro de 2015. Em 8 de junho de 2016, anunciou que havia finalizado o seu segundo álbum. Em 12 de julho de 2016, Banks lançou um segundo single, "Fuck with Myself". A canção foi estreada na rádio Beats 1, com Zane Lowe, onde afirmou que foi a última canção a ser escrita para o álbum:
Há vários significados nesta música. Ela retrata como eu me ferro mais do que eu ferro com os outros. Poderia ser como "I fuck with myself" ou "I'm feeling myself". Existem inúmeras coisas que as pessoas possam ter tido experiências em torno da canção.— Banks, Beats 1
Em uma entrevista para o Noisey do canal musical VICE, Banks descreveu seu conflito entre a autocrítica e o amor próprio como inspirações por trás da música. O segundo single do álbum, "Gemini Feed", foi lançado em 2 de agosto de 2016, e foi tocado a primeira fez na BBC Radio 1 na Annie Mac's Hottest Record. O terceiro single do álbum, "Mind Games", foi lançado em 19 de agosto de 2016. O quarto single do álbum, "To The Hilt", foi lançado em 16 de setembro de 2016.
The Altar foi lançado em 30 de setembro de 2016. Classificou-se na posição 17 no Billboard 200 com 14 220 cópias vendidas em vendas puras. No UK Albums Chart, classificou-se na posição 24, vendendo 3 229 cópias na primeira semana. De modo geral, o álbum recebeu críticas positivas, recebendo pontuação 70 no Metacritic. O videoclipe de "Trainwreck" foi lançado em 18 de janeiro de 2017. Em 28 de setembro de 2017, Banks lançou a nova música "Underdog".

## Carreira artística
A relutância de Banks em relação ao uso das redes sociais é frequentemente observada por diversos jornalistas. Embora tenha dito que sua equipe gerencia sua carreira musical, a cantora deixou seu número de telefone em sua página do Facebook. O som de Banks já foi descrito como R&B dark e comparado com Ellie Goulding, The Weeknd e Aaliyah, embora cite Lauryn Hill e Fiona Apple como suas maiores influências. Sua música ajuda a liberar emoções e por essa razão, manteve sua música música privada quando ganhou seu diploma de bacharelado em Psicologia. Os vocais são descritos com semelhança a Aaliyah, além da observação da Billboard em relação à sua voz: "voz rapsódica, com frágil vulnerabilidade e com lembrança a Feist e Erykah Badu".

## Discografia
- Goddess (2014)
- The Altar (2016)
- III (2019)
- Serpentina (2022)
- Off With Her Head (2025)

## Turnês
Próprias
- The Goddess Tour (2014)
- The Altar Tour (2017)

Colaborativas
- The Weeknd – The Madness Fall Tour (2015)

## Prêmios e nomeações
| Ano  | Organização | Categoria         | Nomeação | Resultado |
| ---- | ----------- | ----------------- | -------- | --------- |
| 2014 | MTV         | Brand New Nominee | Banks    | Indicado  |
| 2013 | BBC         | Sound of 2014     | Banks    | 3º lugar  |